# Magnolia annamensis
Magnolia annamensis este o specie de plante din genul Magnolia, familia Magnoliaceae, descrisă de James Edgar Dandy. Conform Catalogue of Life specia Magnolia annamensis nu are subspecii cunoscute.